# Калипетрово
Калипѐтрово е село в Североизточна България, община Силистра. То е второто село по население в област Силистра след Айдемир.

## География
Селото е разположено на около 2 км южно от град Силистра. През 70-те и 80-те години на XX век е квартал на Силистра, но по-късно е самостоятелно населено място. С население от 4554 души това е седмото по големина село в България. Името му идва от „Кали Петър“, което в превод означава „Хубав Петър“. В миналото се е казвало село Станчево.
Селото има редовна автобусна връзка с областния град, както и влакова с мотрисите от Самуил. На територията на селото и около него има редица предприятия и фирми, пряко свързани с развитието, както на Калипетрово, така и на областния център.

## История
През 1853 година Никола Икономов – Жеравненеца съобщава за село Калипетра, където вероятно получава от местното земеделско и бъчварско общество финансова помощ за издаване на своята книга „Земледелие“, като оставя сведения и за местните първенци.
През  август  1855 г. „Цариградски  вестник“ съобщава, че според получени в редакцията писма Калипетра е сред населените места, в които е регистрирано огнище на холера.
От  27 юни до 14 ноември 1917 г. издаваният в Бабадаг вестник „Добруджа” издирва, съставя и публикува подробен поименен списък на отвлечените в Румъния добруджанци, разпространяван под името Мартиролог на добруджанските първенци. В тези списъци са запазени имената на 384 души, отвлечени от Калипетрово в Румънска Молдавия по време на Първата световна война.

## Население
Численост на населението според преброяванията през годините:
| \| Година на преброяване \| Численост \| \| --------------------- \| --------- \| \| 1934 \| 3500 \| \| 1946 \| 3452 \| \| 1956 \| 3675 \| \| 1965 \| 3739 \| \| 1985 \| 5648 \| \| 1992 \| 6261 \| \| 2001 \| 5361 \| \| 2011 \| 4266 \| \| 2021 \| 3339 \| |           |
| Година на преброяване | Численост |
| 1934 | 3500      |
| 1946 | 3452      |
| 1956 | 3675      |
| 1965 | 3739      |
| 1985 | 5648      |
| 1992 | 6261      |
| 2001 | 5361      |
| 2011 | 4266      |
| 2021 | 3339      |

### Етнически състав
Преброяване на населението през 2011 г.
Численост и дял на етническите групи според преброяването на населението през 2011 г.:
|                     | Численост | Дял (в %) |
| Общо                | 4266      | 100.00    |
| Българи             | 2776      | 65.07     |
| Турци               | 516       | 12.09     |
| Цигани              | 333       | 7.80      |
| Други               | 10        | 0.23      |
| Не се самоопределят | 6         | 0.14      |
| Неотговорили        | 625       | 14.65     |

## Религии
Село Калипетрово е с православна традиция. В центъра на селото има голям православен храм носещ името на Св. Димитър. От около 1980 г. в селото има и малобройна общност изповядваща исляма.

## Обществени институции
В село Калипетрово се намира най-голямото основно училище в Силистренска област.

## Културни и природни забележителности
Калипетрово има собствен празник, наречен Сбор, който по стара традиция се празнува с църковния празник на Св. Дух.
Близо до селото се намира местността „Орехова гора“, чудесно място за почивка и семейни излети. В близост до местността има няколко хижи с малки ресторантчета.
До Калипетрово, в посока Силистра, се намира местността „Меджиди табия“ където има стара турска крепост, превърната в музей. Крепостта е била арена на няколко руско-турски битки през 19 век. В една от тях е участвал Лев Толстой. От тази местност се разкрива панорамен изглед към голяма част от гр. Силистра, река Дунав и румънския град Кълараш.
През септември 1979 г. в центъра на селото в голям двор с жилищна постройка от първите десетилетия на  XX в. е уреден Етнографски комплекс.

## Редовни събития
Кукерски фестивал и събор на село Калипетрово на 12.06.
Кръг от републиканския шампионат по автокрос.
„С песните на Васила Вълчева“– регионален конкурс за изпълнители на народни песни.

## Личности
Родени
- Васила Вълчева (1906 – 1981), изпълнителка на добруджански народни песни
- Петьо Димитров – еколог и икономист, допринесъл за екологичното равновесие за селото
- Кирил Еников (1912 – 1997), учен по почвознание и агрохимия, професор
- Йордан Иванов – инженер лесовъд.
- Станко Димитров Каратонев (роден на 6 януари 1922 г., починал на 31.08.1985 г.) – известен строител, майстор и бригадир, участвал в строителството на много архитектурни забележителности в селото, като читалищната сграда, открита през 1964 г., новото училище „Кирил и Методий“, новото кметство и др. Много къщи от новото село също са строени от Станко Каратонев.
- Младен Николов – акордеонист
- Хрусан Калчев (1853 – 1937), български опълченец.
- Никола Калипетровски, български учител и политик, кмет на Провадия, депутат в Учредителното събрание през 1879 година.
- Христо Черковналиев, най-ярката личност на селото през 19-ти век.

## Други
Характерна и активна читалищна дейност. В селото развиват дейност няколко пенсионерски клуба със своя самодейност и участие в различни фолклорни фестивали из България. Селото разполага и с футболен отбор, който всяка година е водещ в Силистренския регион.
За Калипетрово е характерна традиционната българска кухня. Калипетренци си падат малко червоугодници и обичат обилното ядене и пиенето на вино и ракия, собствено производство. Изобщо производството на последните две се е превърнало в общоселски спорт.
Калипетренци са великолепни танцьори на народни танци от Добруджанската фолклорна област, които те често изпълняват в местната механа – „Добруджанска къща“.